# Marie Bashkirtseff
 (février 2025).
- Si vous ne connaissez pas le sujet, laissez ce bandeau (vous pouvez alors contacter les auteurs).
- Si vous supprimez le contenu mis en cause (vous pouvez préalablement contacter les auteurs),

argumentez précisément cette suppression dans la page de discussion
(un manque de référence n'est pas un argument ; une recherche réelle de référence doit avoir été effectuée, être formellement documentée).
Marie Bashkirtseff (ukrainien : Марі́я Башкірцева), née à Gavrontsi (uk), près de Poltava (dans le gouvernement de Poltava, Empire russe, depuis en Ukraine), le 11 novembre 1858 et morte dans son hôtel particulier du 30, rue Ampère, dans le 17e arrondissement de Paris le 31 octobre 1884, est une diariste, peintre et sculptrice.

## Vie et œuvre

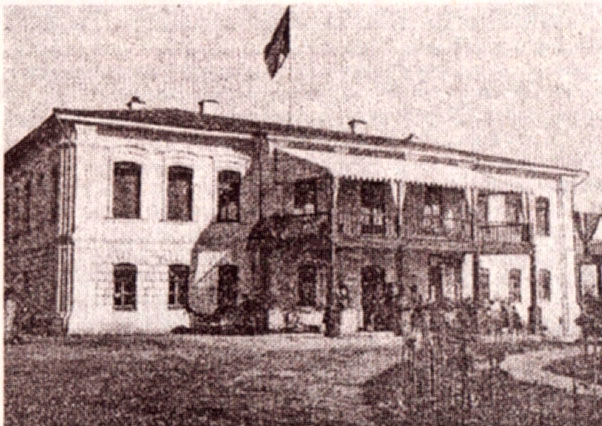
Maison de la famille Bashkirtsev à Gavrontsi, avant 1917.

Née le 24 novembre 1858 dans une famille noble et fortunée, Marie Bashkirtseff a pour père le maréchal Constantin Bashkirtseff et pour mère Marie Babanine, qui se séparent quand elle a trois ans. Elle grandit à l'étranger, voyageant à travers l'Europe avec sa mère, qui l’adorait et ne vivait que pour elle. Parlant couramment, outre l'ukrainien, le français, l'anglais, l'italien et le russe, sa soif de connaissance lui fait étudier les auteurs classiques et contemporains. Elle étudie la peinture en France à l'Académie Julian, l'une des rares en Europe à accepter les femmes,. L’étudiante munichoise Louise Catherine Breslau, compagne de l'artiste française Madeleine Zillhardt, est la seule qu’elle considère comme une rivale.
Elle produit une œuvre importante en regard de sa vie brève ; ses tableaux les plus connus sont Un meeting, représentant des enfants pauvres à Paris, et l'Atelier des femmes, ses compagnes artistes au travail. Beaucoup de ses œuvres seront néanmoins détruites par les nazis durant la Seconde Guerre mondiale.

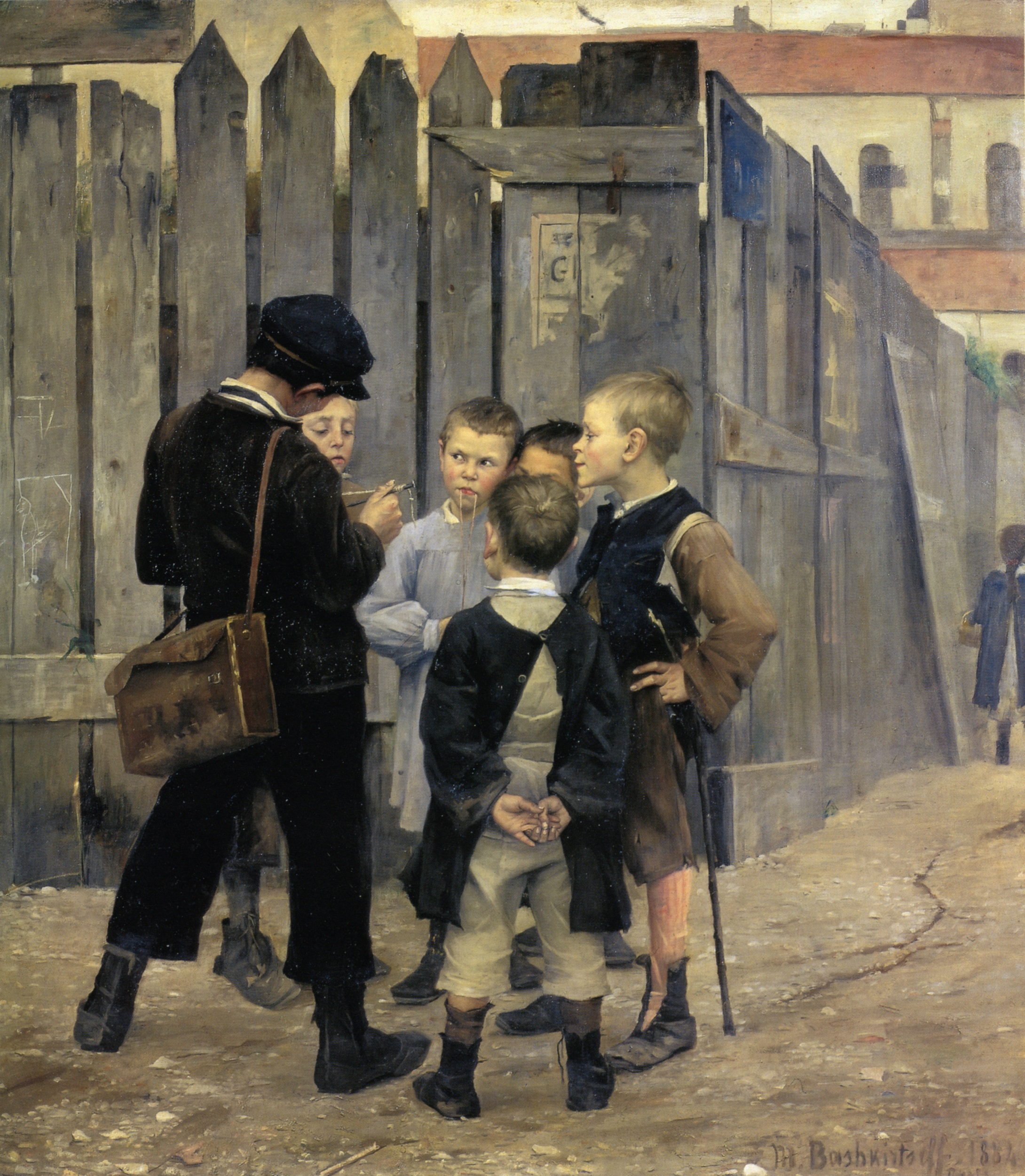
Un meeting (1884).

À 12 ans, alors installée à Nice, elle commence à tenir son journal en français ; elle lui doit beaucoup de sa célébrité. Ses lettres, notamment une correspondance avec Guy de Maupassant, sont publiées en 1891. Cette correspondance a été très édulcorée par la famille.
Elle présente Jeune fille lisant La question du divorce à l'édition 1880 du Salon. Féministe, elle s'inscrit au Droit des femmes la même année et contribue, sous le pseudonyme de « Pauline Orrel », avec la critique du Salon de 1881 pour la revue La Citoyenne d'Hubertine Auclert en 1881. À l'édition 1883 du Salon, elle présente Irma (un portrait), Dina (un pastel) et Jean et Jacques.
Quelques mois avant sa mort, entrevoyant, malgré les dénégations de son entourage, qu'elle est condamnée, elle s'avise de relire son Journal, les pages écrites au jour le jour, très librement, très franchement, qui constituent son histoire.
Écrit d'abord uniquement pour elle-même, elle y ajouta une sorte d'introduction, en mai 1884 :

« Si j'allais mourir, comme cela, subitement, je ne saurais peut-être pas si je suis en danger, on me le cachera... Il ne restera bientôt plus rien de moi... rien... rien ! C'est ce qui m'a toujours épouvantée. Vivre, avoir tant d'ambition, souffrir, pleurer, combattre, et, au bout, l'oubli !... comme si je n'avais jamais existé... Si je ne vis pas assez pour être illustre, ce journal intéressera toujours : c'est curieux, la vie d'une femme, jour par jour, comme si personne au monde ne devait la lire, et, en même temps, avec l'intention d'être lue. »

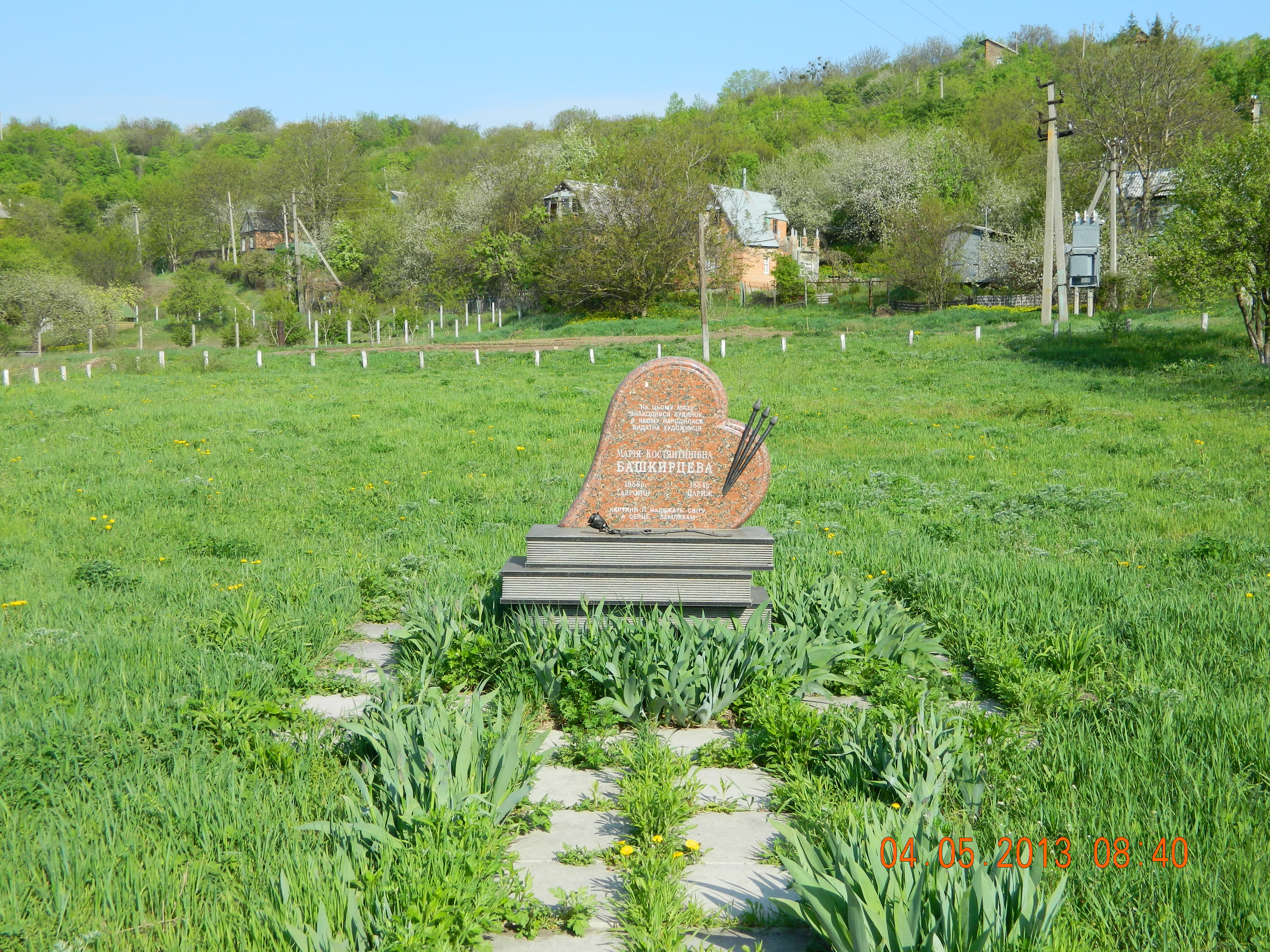
Signe mémorable en l'honneur de Maria Bashkirtseff à Gavrontsi, en Ukraine : « Ses peintures appartiennent au monde et le cœur aux compatriotes. »

Le salon de l'Union des femmes peintres et sculpteurs de 1885 lui rend un hommage remarqué. Elle y avait exposé début 1884.
Tuberculeuse dès 1874, elle meurt le 31 octobre 1884 à 25 ans. Elle est enterrée au cimetière de Passy, dans le 16e arrondissement de Paris. Sa tombe, un studio d'artiste en taille réelle, a été déclarée monument historique. En 1995, le musée des Beaux-Arts de Nice lui a consacré une exposition.
Différentes éditions du Journal ont été publiées et rééditées entre 1887 et 1980. Elles avaient été également très édulcorées par la famille. Une édition fidèle a été entreprise à partir de 1991, notamment par le Cercle des amis de Marie Bashkirtseff.

## Journal
La vie de Marie Bashkirtseff devait être si courte, elle avait si bien le pressentiment d'une catastrophe prochaine, qu'elle a tenu à analyser, à fixer, à développer d'une façon aiguë tous ses sentiments. Son recueil débute par de longs et insignifiants détails, puis, peu à peu, le ton change, la lecture devient poignante, et cette confession féminine, dans sa franchise, montre une âme à nu : des aveux, des désirs, des révoltes, des ambitions empreintes de l'humanité la plus vraie, sans rien d'apprêté ni de convenu. Le style est même souvent cavalier, hardi, avec des termes familiers qui ont une singulière saveur, et qui trahissent bien l'éducation reçue un peu à la diable à travers une enfance ballottée par les voyages, la fréquentation de milieux cosmopolites, la bizarrerie d'une existence nomade. Dans ces perpétuels déplacements, où se plaisent de nombreuses familles russes, l'âme de la petite Slave reçoit des impressions multiples, qui la mûrissent et la compliquent.
En date du lundi 3 juillet 1876, on peut lire :

« Ce pauvre journal qui contient toutes ces aspirations vers la lumière, tous ces élans qui seraient estimés comme des élans d’un génie emprisonné, si la fin était couronnée par le succès, et qui seront regardés comme le délire vaniteux d’une créature banale, si je moisis éternellement ! Me marier et avoir des enfants ! Mais chaque blanchisseuse peut en faire autant. À moins de trouver un homme civilisé et éclairé ou faible et amoureux. Mais qu’est-ce que je veux ? Oh ! vous le savez bien. Je veux la gloire ! Ce n’est pas ce journal qui me la donnera. Ce journal ne sera publié qu’après ma mort, car j’y suis trop nue pour me montrer de mon vivant. D’ailleurs, il ne serait que le complément d’une vie illustre. »

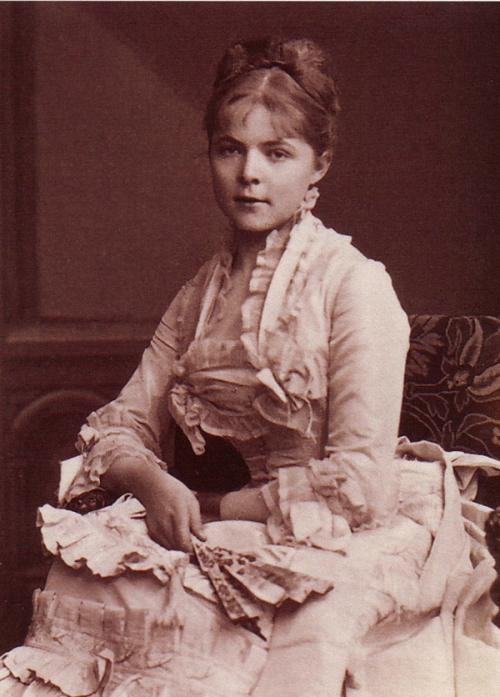
Photographie de Marie Bashkirtseff en 1876.

On y est frappé par cette préoccupation constante qu'elle a de laisser une trace : elle se débat contre la pensée du néant ; croyante et mystique à sa manière, elle a, en elle-même, une foi curieuse, qui est autre chose que de l'orgueil. Son existence s'étale dans ces pages d'une étrange puissance évocatrice, avec mille enfantillages mêlés, dès l'enfance, à des pensées de grande ambition. Elle n'a jamais douté qu'elle ne fût une créature d'élite. Elle se sait jolie et elle est heureuse de l'être : elle adresse au ciel de naïves prières pour la conservation de sa beauté et pour l'éclat de sa voix, elle rêve d'être une cantatrice illustre, d'avoir la foule à ses pieds. Elle fait avec Dieu et la Vierge des marchés ingénus, promettant, en retour des triomphes mondains qu'elle souhaite, des aumônes et des pèlerinages. Elle a aussi, en vraie Russe, tout un monde de superstitions ; une fois, elle voit la nouvelle lune de l'œil gauche et elle s'en alarme. Étonnée elle-même des contrastes de sa nature, elle se demande sérieusement si elle n'a pas deux cœurs.

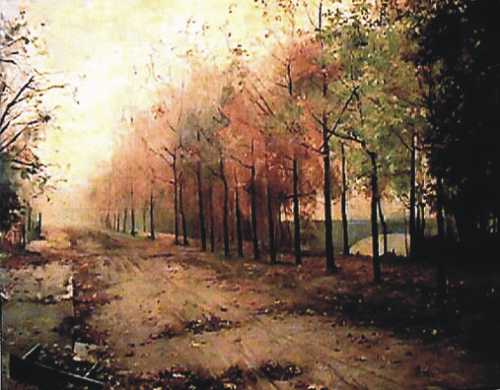
Automne (1883).

Avec ses voyages entre Paris, Nice, Rome et le domaine familial du fond de l'Ukraine, c'est le récit d'une passion de jeune fille. Elle se croit sincèrement éprise de Paul de Cassagnac qui ne fait guère attention à l'enfant qu'elle est, et, dans sa sensibilité affinée, elle se désole, elle appelle la mort. Elle a besoin de préoccupations qui entretiennent son activité d'esprit : elle s'enthousiasme à l'idée de réconcilier son père et sa mère, et de séduire ce père dont on lui fait un portrait si redoutable.
Mais l'art commence à l'intéresser par-dessus tout : « À vingt-deux ans, se dit-elle, je serai célèbre ou morte. » Elle essaye sa voix, mais les médecins lui défendent le chant. Alors, elle se tourne vers le dessin et la peinture, et dans l'atelier de Julian, dont elle suit les cours, elle éprouve des déceptions qui la font étrangement souffrir, pour quelque compliment attendu qui ne vient pas. Elle se désole de n'être qu'une femme. D'ailleurs, elle se sent choquée, dans son admiration pour tout ce qui est élevé, par les petites réalités de la vie :

« C'est une nature malheureuse que la mienne : je voudrais une harmonie exquise dans tous les détails de l'existence. Souvent, des choses qui passent pour élégantes et jolies, me choquent par je ne sais quel manque d'art, de grâce particulière... Des futilités ? Tout est relatif, et si une épingle nous fait autant de mal qu'un couteau, qu'est-ce que les sages ont à dire ? »

Elle a des caprices fantasques auxquels il faut se plier. Accompagnée d'une amie, elle se rend, sous un faux nom, à une séance d'une société du droit des femmes. Elle a des cultes pour certaines physionomies politiques ou littéraires. Elle a, surtout, l'horreur du banal. Puis, une douleur sourde interrompt tout à coup ses rêves de gloire, et déjà elle s'écrie : « Qu'on me laisse encore dix ans ! » Elle avoue qu'elle s'ennuie dans le monde, et, par haine de la solennité guindée de certains salons, elle a envie de se dire républicaine. Elle a des amitiés un peu garçonnières, faites de loyauté et de franchise, et elle trace quelques portraits, d'une saveur vive et hardie, de personnalités parisiennes.

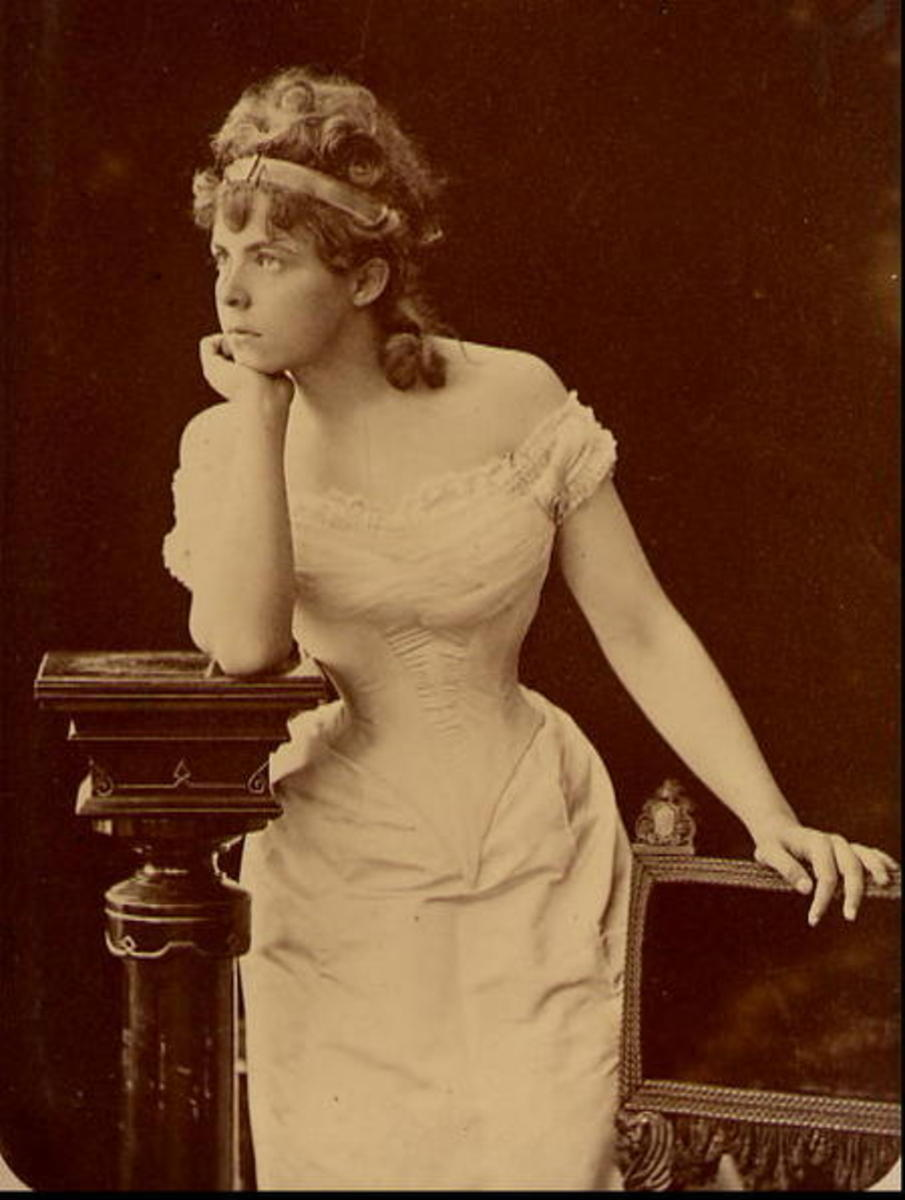
Photographie de Marie Bashkirtseff en 1878.

Emportée en toutes choses, elle s'épuise dans des excès de travail. Elle songe à la célébrité possible à présent, bien qu'elle soit sévère pour elle-même, et que les louanges quelconques la blessent. Elle envisage son nom, du point de vue de la gloire : « Marie Bashkirtseff !... Que dit-il ?... Il sonne comme quelque chose de bizarre, de tourmenté, non qu'il ne promette un certain éclat : il a même une certaine allure, du bruit, de la fierté ; mais c'est saccadé et tracassé. » Cependant la maladie est impitoyable : elle semble expier chacun de ses succès. Avec épouvante, elle s'aperçoit qu'elle entend moins bien. Elle se dit : « terrassée par les oreilles ». Et les nerfs sont surexcités d'une façon extrême : 

« Mon travail en souffre ; je peins tout en étant dévorée d'appréhensions chimériques. Je m'imagine des quantités d'horreurs.... il m'arrive de me lever en sursaut et d'aller à l'autre bout du jardin, comme une folle. »

 Alors elle a hâte d'emmagasiner le plus de sensations possible : 

« Il me semble que personne n'aime autant tout que moi : arts, musique, peinture, livres, monde, robes, luxe, bruit, calme, rire, tristesse, mélancolie, blague, amour, froid, soleil.., j'adore et j'admire tout... Tout se présente à moi sous des aspects intéressants et sublimes : je voudrais tout voir, tout avoir, tout embrasser, me confondre avec tout… »

 Et constamment, maintenant, la pensée de la mort se mêle à ses rêves.
Elle doit s'arrêter d'écrire, en effet, peu de jours après avoir tracé ces lignes. Jules Bastien-Lepage, son ami d'élection, mourant lui-même, vient lui faire une dernière visite. Elle est couchée dans son salon : pour que celui-ci puisse la voir, on l'a portée comme un enfant. Et le même mot leur échappe, un cri d'artistes désolés : « Ah ! si on pouvait peindre encore ! » Et c'est sur ce mot que s'achève, brusquement interrompu par l'agonie, son journal.

## Œuvres

### Peinture (liste partielle)

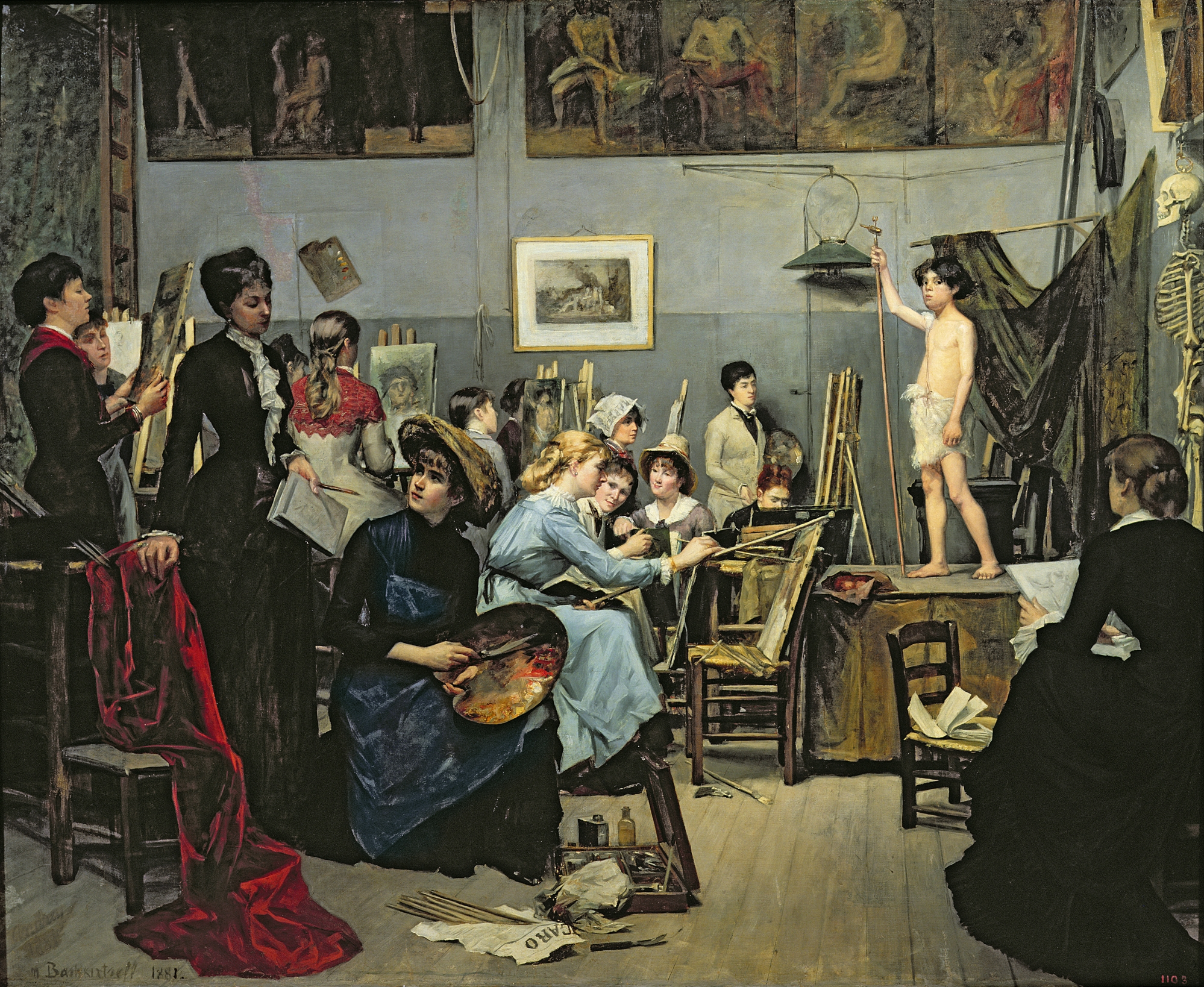
L'Académie Julian (1881) au musée d'histoire de Dnipro.

- Femme lisant à l'angle d'un piano, crayon et fusain, Petit Palais, musée des Beaux-Arts de la Ville de Paris, s. d.
- Portrait d'une femme, Pinacothèque nationale d'Athènes[11].
- Portrait de femme, Martigues, musée Ziem, 1878.
- L'Académie Julian, Dnipropetrovsk, musée des Beaux-Arts, 1881.
- La Parisienne, portrait d'Irma, modèle à l'Académie Julian, Petit Palais, musée des Beaux-Arts de la Ville de Paris, 1882.
- Portrait de la comtesse Dina de Toulouse-Lautrec, musée d'Orsay, 1883.
- Autoportrait à la palette, Nice, musée des Beaux-Arts, 1883[12].
- Un meeting, musée d'Orsay, 1884[13],[14],[15].
- Portrait de jeune femme, musée d'Orsay, pastel, 1884.
- Douleur de Nausicaa, musée d'Orsay, bronze, 1884.

Plaques listant ses œuvres sur sa chapelle funéraire
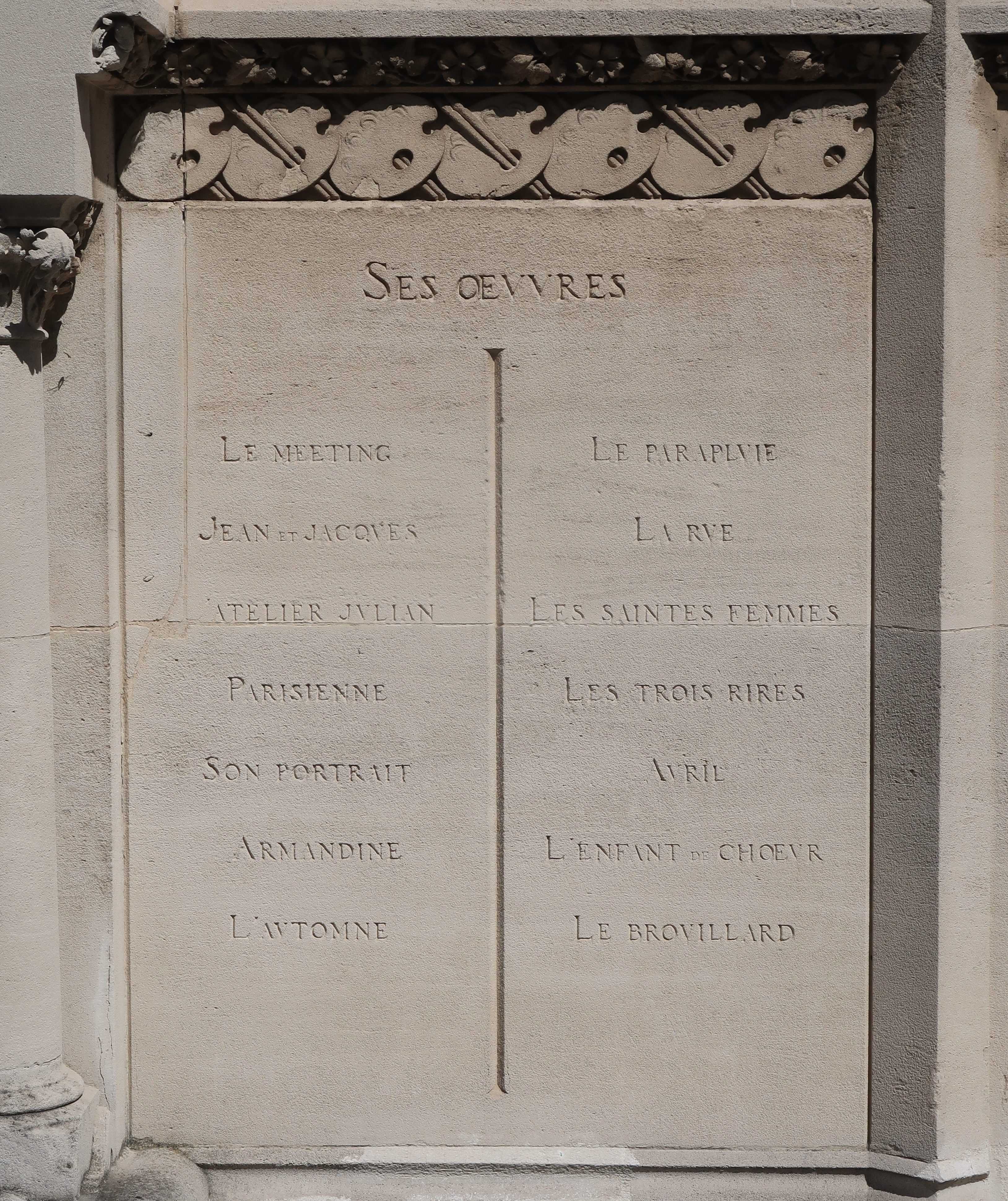
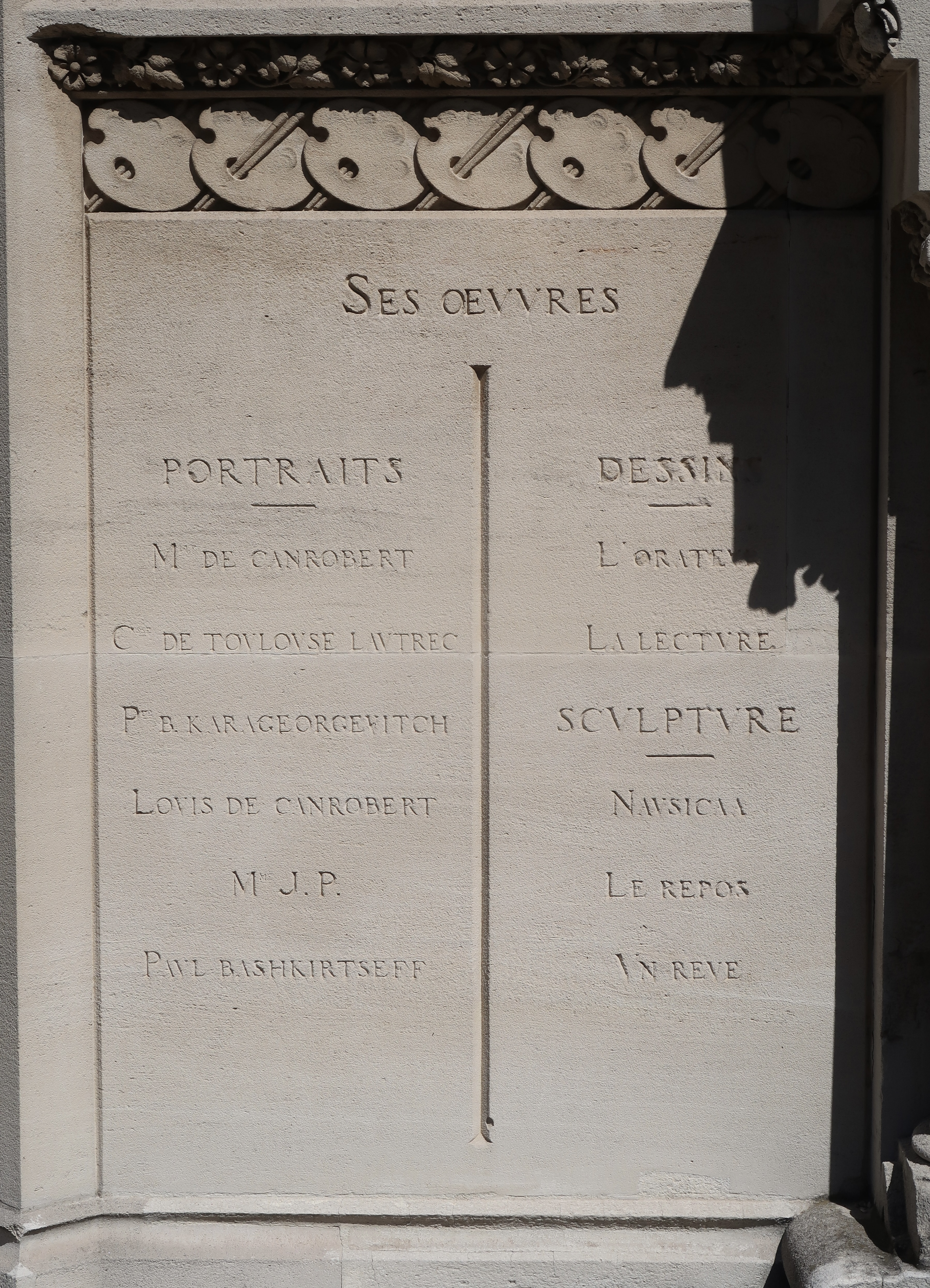

### Journal
Texte édulcoré
- Marie Bashkirtseff et Marija K Baškirceva (éd.), Journal, Paris, Mazarine, 1980, 767 p. (ISBN 978-2-86374-040-8, OCLC 312355155, lire en ligne).
- Journal : 1873-1877, Paris, 10/18, 2019 (1re éd. Charpentier et Cie, 1890), 400 p. (ISBN 978-2-264-07536-9, lire en ligne).

Texte complet
- Journal : 10 mai 1876-16 août 1876. Mairie de Paris. 1991. 377 p.
- Cercle des Amis de Marie Bashkirtseff (dir.), Mon journal, Montesson, F. Paillart.
  1. 11/1/1873 - 10/8/1873, 1995, 269 p., 21 cm (ISBN 978-2-95092-130-7, OCLC 489707299).
  2. 11/8/1873 - 1/1/1874, 1996, 283 p., 21 cm (ISBN 978-2-95092-131-4, OCLC 633936875).
  3. 2/1/1874 - 4/7/1874, 1997, 283 p., 21 cm (ISBN 978-2-95092-131-4, OCLC 633936875).
  4. 5/7/1874 - 2/4/1875, 1998, 381 p., 21 cm (ISBN 978-2-95092-133-8, OCLC 248544703).
  5. 2/4/1875 - 25/9/1875, 1999, 376 p., 21 cm (ISBN 978-2-95092-134-5, OCLC 41526065).
  6. 26/9/1875 - 23/1/1876, 1999, 361 p., 21 cm (ISBN 978-2-95092-135-2, OCLC 468145431).
  7. 24/1/1876 - 9/5/1876, 2000, 369 p., 21 cm (ISBN 978-2-95092-136-9, OCLC 43984309).
  8. 10/5/1876 - 16/8/1876, 2001, 389 p., 21 cm (ISBN 978-2-95092-138-3, OCLC 493115558).
  9. 17/8/1876 - 3/2/1877, 2001, 349 p., 21 cm (ISBN 978-2-95092-137-6, OCLC 633659054).
  10. 24/2/1877 - 25/9/1877, 2002, 363 p., 21 cm (ISBN 978-2-95092-139-0, OCLC 635041419).
  11. 26/9/1877 - 22/6/1878, 2003, 310 p., 21 cm (ISBN 978-2-95183-980-9, OCLC 635041773).
- Lucile Le Roy (éd.), Journal : 26 septembre 1877-21 décembre 1879, Paris, L'Âge d'Homme, 1999, vi-1014, 20 cm (ISBN 978-2-82511-107-9, OCLC 468232303, lire en ligne).

Extraits
- Le Journal de Marie Bashkirtseff : extraits, Paris, Mercure de France, 2000, 123 p., 16 cm (ISBN 978-2-71522-196-3, OCLC 278235490, lire en ligne).

### Correspondance
- Martine Reid (dir.), Marie Bashkirtseff et Guy de Maupassant : Correspondance, Arles, Actes Sud, 2000, 86 p., 21 cm (ISBN 978-2-74272-778-0, OCLC 1131237878, lire en ligne).

## Filmographie
- 1935 : Marie Bashkirtseff (Il diario di una donna amata / Tagebuch der Geliebten), un film biographique austro-italien de Henry Koster adapté des notes de son journal intime et de sa correspondance avec Maupassant.

## Hommages
- Le prix Marie-Bashkirtseff fondé en 1885.
- Un cratère vénusien, Bashkirtseff, est nommé en son honneur[16].
- Une rue à Nice.